# Hemigraphis humilis
Hemigraphis humilis är en akantusväxtart som beskrevs av Cornelis Eliza Bertus Bremekamp. Hemigraphis humilis ingår i släktet Hemigraphis och familjen akantusväxter. Inga underarter finns listade i Catalogue of Life.